# Емельянов, Дмитрий Сидорович
Емельянов Дмитрий Сидорович (род.  10 февраля 1906, с. Соколово, Смоленская область, Российская империя —  1979, г. Санкт-Петербург, РСФСР) — ученый, специалист по горной промышленности, директор Ленинградского (1939—1950) и Харьковского (1956—1963) горных институтов.

## Биография
Дмитрий Емельянов родился 10 февраля 1906 года в селе Соколово Смоленской области.
В 1930 году он заканчивает Соболевский педагогический техникум и поступает в Московского горного института имени Сталина.
После получения высшего образования, в период с 1935 по 1938 годы работает старшим инженером в Институте редких и малых металлов в городе Москве.
Продолжил свое обучение в аспирантуре Московского горного института и параллельно был научным сотрудником лаборатории обогащения института и её заведующим.
В 1939 году Дмитрий Емельянов защитил диссертацию на соискание ученой степени кандидата наук.
В период с 1939 по 1950 годы он — директор Ленинградского горного института.
В феврале 1951 года его переводят в Харьковский горный институт, где он более 10 лет возглавлял кафедру обогащения полезных ископаемых (1951-1964), а в 1956 году его назначили на должность директора этого заведения высшего образования, которую он занимал до 1963 г..
В 1959 году Дмитрий Емельянов защитил докторскую диссертацию по теме «Теоретические основы флотации каменного угля», а в 1960 году получил ученое звание профессора.
В 1963 году по состоянию здоровья уволился с должности ректора ХИГМАОТ.
На протяжении 1964—1972 годов Дмитрий Емельянов — профессор кафедры обогащения полезных ископаемых Ленинградского горного института.
В 1979 году умер. Похоронен в пригороде Санкт-Петербурга.

## Научные труды
Дмитрий Емельянов является автором более 66 трудов: четырёх авторских свидетельств, ряда статей, монографий и учебных пособий, среди которых:
- Емельянов Д. Некоторые вопросы теории флотации угля (1953),
- Емельянов Д. Теория и практика флотации угля (1954),
- Емельянов Д. Флотация каменного угля (1956),
- Емельянов Д. Теоретические основы каменного угля (1958)

По его инициативе в институте была открыта новая специальность «Обогащение полезных ископаемых» и оборудованы необходимые лаборатории.

## Награды
- Медаль «За оборону Ленинграда» (1944)
- Орден Трудового Красного Знамени (25 июня 1944) — за выдающиеся заслуги в области подготовки инженерных кадров для горной промышленности
- Медаль «За доблестный труд в Великой Отечественной войне 1941—1945 гг.» (1946)
- Орден Ленина (1948)
- Медаль «За трудовое отличие» (1948)
- Знак «Шахтерская слава» II степени (1959)
- Орден «Знак Почета» (1961)